# Niels Schneider
Niels Schneider (París, 18 de junio de 1987) es un actor francés.
Hijo de Jean Paul Schneider, reside en Canadá, donde desarrolla su trayectoria como actor, aunque también trabajó en producciones francesas.

## Biografía
Niels nació en una familia de actores conocidos por participación en el cine. Tuvo su primer contacto con el teatro, cuando acompañó a su padre entre bastidores durante las representaciones de la obra de teatro Le reĝisoritaj. En 1996 se trasladó a Quebec (Canadá), donde tuvo sus primeras experiencias, aunque aún no comenzaría su trayectoria como actor.
En 2007 hizo su primer papel en una película canadiense y al año siguiente continuó su trayectoria en Tout est parfait (Todo es perfecto), dirigida por Yves-Cristian Fournier. Luego fue contratado para actuar junto a Xavier Dolan en J'ai tué ma mère con un papel secundario y luego en Les amours imaginaires (Los amores imaginarios) con un papel protagonista junto a Dolan y Monia Chokri. Su actuación en la última película, donde interpreta a uno de los tres personajes principales, le dio una gran visibilidad y le granjeó el Trophée Chopard en el Festival de Cine de Cannes en 2011.
En 2013 apareció en la película de Yann Gonzalez Las reuniones después de la medianoche (Les Rencontres d'après Minuit). La película se proyectó por primera vez en el Festival de Cine de Cannes en 2013, en las proyecciones especiales, dentro de la semana de la crítica internacional.

## Filmografía
| Año  | Título                              | Papel                         | Notas               |
| ---- | ----------------------------------- | ----------------------------- | ------------------- |
| 2007 | Le Goût du néant                    | Amigo de Julien               |                     |
| 2008 | Tout est parfait                    | Sasha                         |                     |
| 2009 | J'ai tué ma mère                    | Éric                          |                     |
| 2009 | À vos marques... party! 2           | Hermano de Anna               |                     |
| 2009 | Les chroniques de l'autre           | Louis                         | Cortometraje        |
| 2010 | La neige cache l'ombre des figuiers | Sacha adulto                  |                     |
| 2010 | Los amores imaginarios              | Nicolas                       |                     |
| 2010 | Fatal                               | El baboso que va en coche     |                     |
| 2010 | 2 frogs dans l'Ouest                | Max                           |                     |
| 2011 | Bonne journée                       | Nick                          | Cortometraje        |
| 2011 | The Howling: Reborn                 | Roland                        |                     |
| 2011 | Un autre monde                      | Louis                         | Telefilm            |
| 2011 | Val d'or                            | Théo                          | Telefilm            |
| 2011 | Toy Soldier                         | Aubrey                        | Cortometraje        |
| 2012 | L'âge atomique                      | Theo                          |                     |
| 2012 | Clash                               | Raphaël                       | Serie de televisión |
| 2012 | Les ravissements                    | Etienne                       |                     |
| 2012 | Chaos                               | Thibaut                       |                     |
| 2013 | Nous irons ensemble                 | Lo                            | Cortometraje        |
| 2013 | You and the Night                   | Matthias                      |                     |
| 2013 | Opium                               | Maurice Sachs                 |                     |
| 2013 | Odysseus                            | Telémaco                      | Serie de televisión |
| 2013 | Libre et assoupi                    |                               |                     |
| 2014 | Quantum Love                        | Hugo                          |                     |
| 2014 | Métamorphose                        | El desencantado / El monstruo |                     |
| 2014 | Collisions                          | Henri                         | Cortometraje        |
| 2014 | La voz en off                       | Antoine                       |                     |
| 2014 | Gemma Bovery                        | Hervé de Bressigny            |                     |
| 2015 | The Art Dealer                      | Klaus                         |                     |
| 2015 | Diamant noir                        | Pier Ulmann                   |                     |

## Premios
- Trophée Chopard : Ganador por Revelación masculina Festival de Cannes (2011)
- Molières : Nominación por Mejor revelación teatral por Roméo et Juliette
- Prix Lumières: Nominación mejor actuación masculina por Désordres